# Місячна кераміка

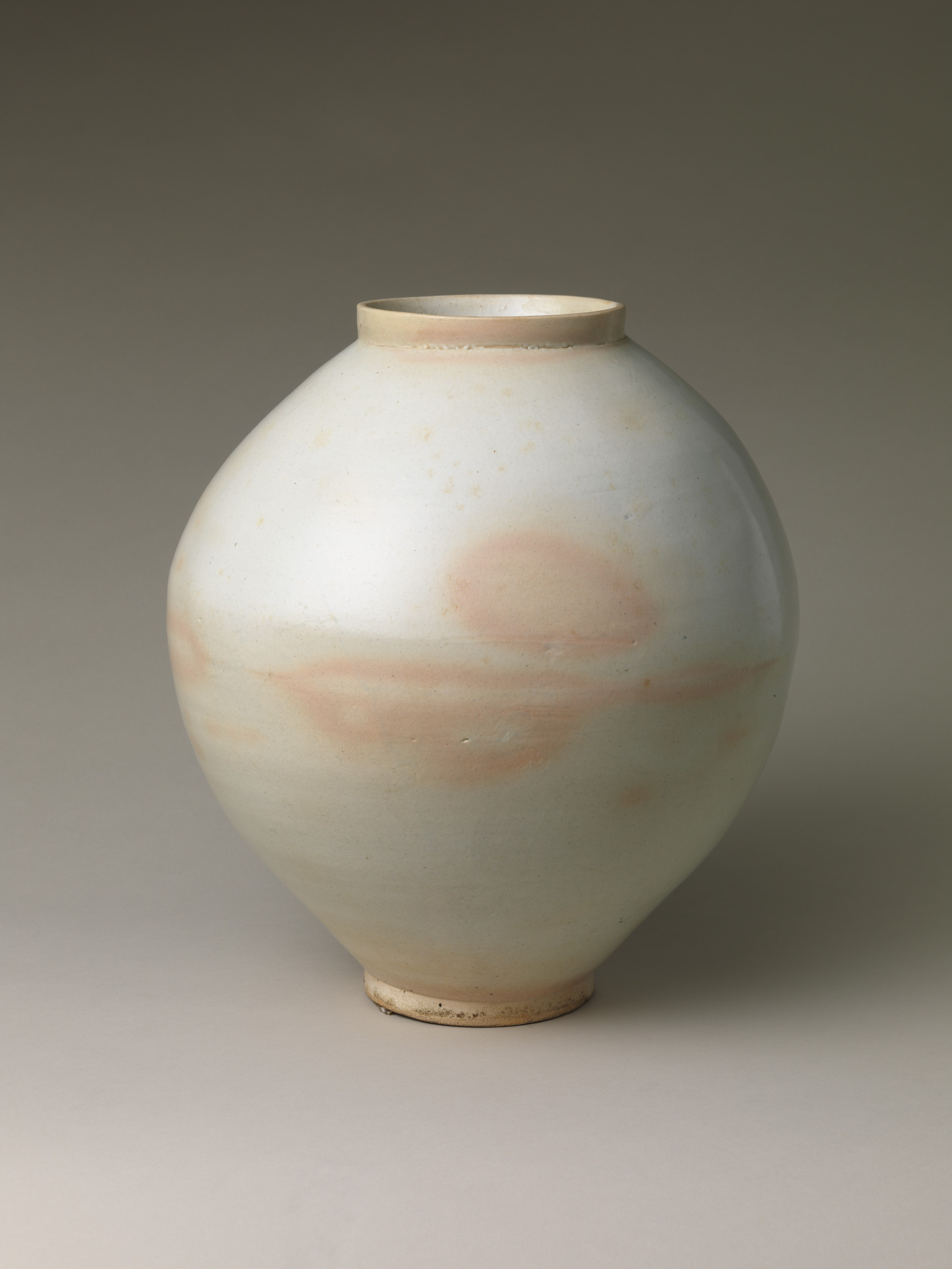
Місячна чаша, друга половина XVIII століття.

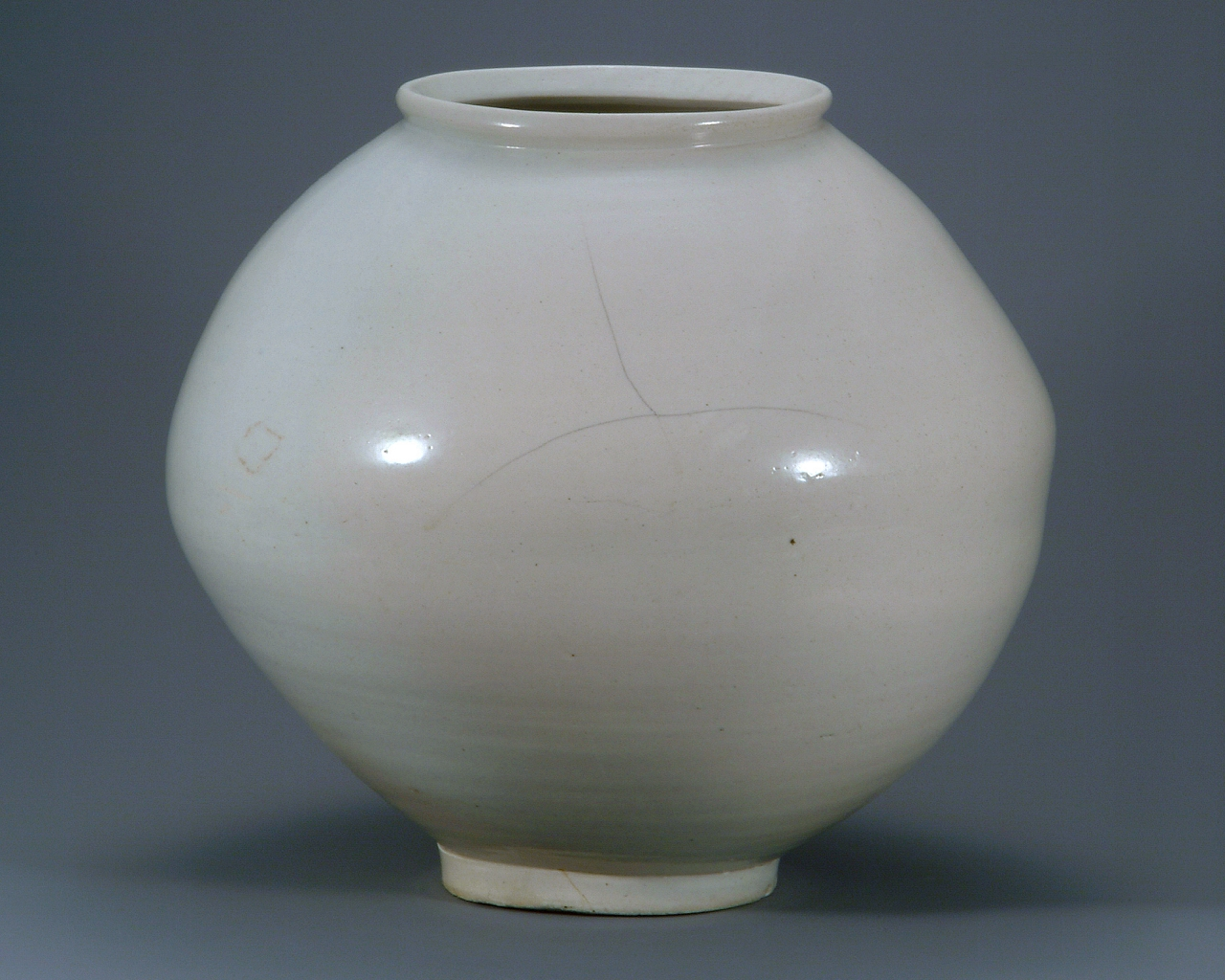
Місячна чаша (Національний скарб Кореї № 310)

Місячна кераміка кор.  달 항아리 / 백자 대호 ,  白 磁 大 壺 — підвид традиційної корейської порцеляни, що вироблялася в епоху Чосон (1392—1910), яка відрізнялася тонкими відтінками кольору, що з'являлися під час процесу випалу в печі.
У XVII столітті на зміну традиційним корейським формам кераміки прийшла біла порцеляна. Почасти, це пов'язано з тим, що з часу японської навали в країну перестали завозити кобальт з Китаю.
Місячна кераміка є одним з підвидів корейської білої порцеляни і була названа так завдяки появі при випалюванні різних близьких до білого відтінків, що нагадує поверхню  місяця, а також завдяки формі.
Перші вироби (дальхангарі) в техніці місячної кераміки з'явилися на початку періоду Чосон, їх автори залишилися невідомі. Велика частина виробів створювалася в прославлених гончарних майстернях в  Пунвоні кор.  분원, 分院, що обслуговували королівський двір. Відтінки порцеляни утворювалися під час випалу і не могли контролюватися керамістами. За формою, вироби виготовлялися з двох окремих півсфер, що з'єднувалися між собою посередині. Розміри чаш могли відрізнятися; висота виробу приблизно дорівнювала його діаметру, але в основі діаметр був менший, ніж в області шийки. Відтінки кольору з'являлися в районі з'єднання півсфер. Згодом форма ставала менш симетричною і більш природною, що, як і колір, несло в собі символізм чеснот  корейського конфуціанства. У ньому біла порцелян стала символом принципів ощадливості і прагматизму. Сам по собі білий колір в конфуціанстві символізував чистоту, смиренність, простоту і цілісність.
Місячні чаші використовувалися в побуті для зберігання рису, соєвого соусу, алкоголю і іноді як вази для квітів.
Місячні судини послужили натхненням для художників і керамістів, наприклад, Кім Ванкі (Whanki Kim), Бернарда Ліча (Bernard Leach), Кім Ін-Суна, Кім Хван-Гі.
На даний час збереглося всього 20 місячних чаш. Деякі з них входять до реєстру  Національних скарбів Кореї. Сучасні експерименти по відтворенню місячних судин свідчать про високий рівень майстерності керамістів епохи Чосон. Вироби того часу, що складалися з окремих частин, витримували високу температуру випалу в печі.

## Ресурси Інтернету
- Вікісховище має мультимедійні дані за темою: Місячна кераміка